# Galibabinac
Galibabinac (cyr. Галибабинац) – wieś w Serbii, w okręgu niszawskim, w gminie Svrljig. W 2011 roku liczyła 220 mieszkańców.